# Paratrea
Paratrea is een geslacht van vlinders uit de familie pijlstaarten (Sphingidae).

## Soorten
- - Paratrea plebeja (Fabricius, 1777)